# کارلوس جیم
کارلوس جیم (به پرتغالی: Carlos Jayme) (زادهٔ ۱۳ ژوئن ۱۹۸۰) شناگر اهل برزیل است.